# Seurbos
Os seurbos (em latim: seurbi) eram um dos vários povos pré-romanos de Portugal, mais precisamente eram galaicos do convento bracarense que viviam do rio Lima até a bacia do rio Minho, no norte do país.